# Onafhankelijke Hongaarse Democratische Partij
De Onafhankelijke Hongaarse Democratische Partij werd op 21 juni 1947 opgericht door de rooms-katholieke priester István Balogh. 
De communistische partij steunde de Onafhankelijke Hongaarse Democratische Partij omdat de partij voortkwam uit een breuk binnen de Partij van Kleine Landbouwers (FKgP). De FKgP was de voornaamste partij na de Hongaarse Communistische Partij (MKP) en het beleid van de communisten was om de nietcommunistische partijen te verzwakken.
In augustus 1947 sloot de Hongaarse Landarbeiders en Werkerspartij van István Dénes zich bij de Onafhankelijke Hongaarse Democratische Partij aan. Bij de verkiezingen van 31 augustus 1947 behaalde de partij 22 zetels (5% van de stemmen) en fungeerde het als "loyale" oppositiepartij. De partij steunde de nationalisatie van banken en scholen. In februari 1949 werd de partij lid van het door communisten gedomineerde Hongaarse Nationale Onafhankelijkheidsfront en bij de verkiezingen van dat jaar werden de kandidaten van de partij op de eenheidslijst van het Onafhankelijkheidsfront geplaatst.
De Onafhankelijke Hongaarse Democratische Partij verdween in de zomer van 1949 van het politieke toneel, zonder dat de partij werkelijk werd opgeheven. Pogingen om de partij tijdens de Hongaarse opstand (oktober-november 1956) kwamen niet van de grond.

## Verwijzingen
1. ↑  De partij werd nooit formeel opgeheven.